# Bernhard Rein
Bernhard Rein (Tallinn, 19 november 1897 – Eskilstuna, 9 november 1976) was een voetballer uit Estland die speelde als verdediger gedurende zijn carrière. Hij kwam uit voor SK Tallinna Sport en Tallinna JK, en was in de jaren 1937-1938 bondscoach van het Estisch voetbalelftal. Hij had de ploeg zestien duels onder zijn hoede. Rein overleed op 78-jarige leeftijd in Zweden.

## Interlandcarrière
Rein speelde in totaal 27 interlands (nul doelpunten) voor de nationale ploeg van Estland in de periode 1922–1931. Hij nam met zijn vaderland deel aan de Olympische Spelen in Parijs, en speelde daar in de voorronde tegen de Verenigde Staten. Estland verloor dat duel met 1–0 door een treffer van Andy Straden, waardoor de ploeg onder leiding van de Hongaarse bondscoach Ferenc Kónya naar huis kon.

## Erelijst
SK Tallinna Sport
- Landskampioen

1922, 1924, 1925
 Tallinna JK
- Landskampioen

1928